# Горяєвська
Горя́євська (рос. Горяевская) — колишній присілок у складі Тарногського району Вологодської області, Росія. Входив до складу Забірського сільського поселення. У 2023 році виключений з облікових даних як населений пункт через приєднання до села Красне.

## Населення
Населення — 51 особа (2010; 69 у 2002).
Національний склад (станом на 2002 рік):
- росіяни — 99 %